# Machine de Turing non ambigüe
En informatique théorique, une machine de Turing non ambigüe est une machine de Turing non déterministe qui admet au plus une exécution acceptante.